# 大野泰正
大野 泰正（おおの やすただ、1959年（昭和34年）5月31日 - ）は、日本の政治家。
元参議院議員（2期）。国土交通大臣政務官（第3次安倍第2次改造内閣）、参議院内閣委員長、岐阜県議会議員（3期）を歴任。ゴルフクラブ開発を手がける上総観光開発（東京都中央区銀座）の顧問も務める。運輸大臣、労働大臣を務めた大野明の次男。

## 来歴
岐阜県山県市生まれ（現住所は羽島市福寿町千代田1丁目）。幼稚舎から大学まで一貫して慶應義塾で学ぶ。1982年（昭和57年）、慶應義塾大学法学部政治学科を卒業後、全日本空輸に入社。1990年（平成2年）、父が第2次海部内閣で運輸大臣として入閣すると、秘書官に就任。1995年（平成7年）、父が参議院に鞍替えした後は、公設第一秘書を務めた。1996年（平成8年）、父の死去に伴う補欠選挙で母の大野つや子が参議院議員に当選すると、公設第一秘書を務めた。
2003年（平成15年）、岐阜県議会議員選挙羽島市選挙区に立候補し、初当選。 以後3期連続当選。
2013年（平成25年）7月21日の第23回参議院議員通常選挙に岐阜県選挙区（改選数1）から自民党公認で立候補し、初当選。
2016年（平成28年）8月5日、第3次安倍第2次改造内閣で、国土交通大臣政務官に就任。
2019年（令和元年）7月21日の第25回参議院議員通常選挙に岐阜県選挙区から自民党公認で立候補し、2期目の当選。
2023年（令和5年）12月10日、自民党5派閥の政治資金パーティーの裏金問題をめぐり、大野が直近5年間で5000万円超の裏金のキックバックを受けた疑いがあることが明らかとなった。
2024年（令和6年）1月19日、東京地方検察庁特捜部により政治資金規正法違反の容疑で在宅起訴された。この事を受けて、自民党に離党届を提出し、即日受理された。また、同日付で参議院内閣委員長を辞任した。
2025年（令和7年）6月21日、自身のブログを更新し7月に投開票が行われる第27回参議院議員通常選挙に立候補しない意向を表明した。

## 政策・主張

### 憲法
- 憲法改正に賛成[14]。

### 外交・安全保障
- 集団的自衛権の行使を禁じた政府の憲法解釈を見直すことに賛成[14]。
- 日本の核武装について検討すべきでないとしている[14]。

### 内政
- 2014年4月に予定されていた消費税の8%への引き上げについて「予定通りに引き上げるべきだ」と回答している[14]。
- 死刑制度に賛成[14]。

### 部落問題
- 2016年12月9日、第192回国会で部落差別の解消の推進に関する法律案（衆議院提出）に賛成票を投じた[15]。

### その他
- 村山談話および河野談話について、いずれも見直すべきとしている[14]。
- 靖国神社への首相や閣僚の参拝について「問題ない」としている[14]。

## 不祥事

### 政治資金パーティー収入の裏金問題
2023年12月1日、朝日新聞が、自民党5派閥が開いた政治資金パーティーをめぐる問題で、安倍派が、所属議員が販売ノルマを超えて集めた分の収入を裏金として議員側にキックバックする運用を組織的に続けてきた疑いがあるとスクープした。安倍派は2018～2022年に毎年1回パーティーを開き、計6億5884万円の収入を政治資金収支報告書に記載している。一方、収入・支出のいずれにも記載していない裏金の総額は直近5年間で1億円を超えるとされ（のちに5億円に修正）、共同通信は「実際のパーティー収入は少なくとも8億円前後に膨らむ可能性がある」と報じた。清和政策研究会の政治資金収支報告書の記載内容は下記のとおり。
| 年月日        | パーティー名                 | 会場               | 収入        | 購入者数 | 出典 |
| ------------- | ---------------------------- | ------------------ | ----------- | -------- | ---- |
| 2018年5月22日 | 清和政策研究会との懇親の集い | 東京プリンスホテル | 2億802万円  | 7,021人  | [25] |
| 2019年5月21日 | 清和政策研究会との懇親の集い | 東京プリンスホテル | 1億5338万円 | 5,177人  | [26] |
| 2020年9月28日 | 清和政策研究会との懇親の集い | 東京プリンスホテル | 1億262万円  | 3,464人  | [27] |
| 2021年12月6日 | 清和政策研究会との懇親の集い | 東京プリンスホテル | 1億2万円    | 3,376人  | [28] |
| 2022年5月17日 | 清和政策研究会との懇親の集い | 東京プリンスホテル | 9480万円    | 3,200人  | [20] |
| （合計）      |                              |                    | 6億5884万円 |          |      |
パーティー券は通常1枚2万円であるため、販売枚数が推計できるが、枚数に対する購入者の比率は2018年から2022年にかけてすべて「0.675」で統一されている。日本大学名誉教授の岩井奉信は「絶対にあり得ない」とし、安倍派は政治資金収支報告書に架空の購入者数を記入したとみられる。
同年12月10日、朝日新聞は、大野が直近5年間で5,000万円超、池田佳隆と谷川弥一がそれぞれ4,000万円超の裏金のキックバックを受けた疑いがあると報じた。12月22日、安倍派においては、議員側の「中抜き」を含む3つのパターンで裏金づくりを行っていたことが関係者の証言により明らかとなった。
同年12月25日、安倍派では少なくとも参議院議員選挙があった2019年と2022年に開いたパーティーについて、改選となる参議院議員に販売ノルマを設けず、集めた収入を全額キックバックしていたことが報道により明らかとなった。
同年12月28日、東京地検特捜部は、議員会館の事務所や議員宿舎を捜索、29日には、岐阜県羽島市にある地元事務所と自宅を捜索した。大野は姿をくらまし、羽島市の事務所の秘書は報道陣に「連絡がとれない」と説明した。
2024年1月19日、政治資金規正法違反の容疑で在宅起訴され、自民党を離党した。また、同日付で参議院内閣委員長を辞任した。

## 所属団体・議員連盟
- 自民党たばこ議員連盟[39]
- 神道政治連盟国会議員懇談会[40]
- みんなで靖国神社に参拝する国会議員の会[40]
- 日本の尊厳と国益を護る会[41]

## 支援団体
- 全国たばこ販売政治連盟（組織推薦候補者）[39]
- 神道政治連盟[42]

## 著書

### 寄稿
- 自民党国家戦略本部 編『日本未来図2030』、日経BP社、2014年12月、ISBN 4822225194

## 家族
大野家
- 祖父・伴睦（1890年 - 1964年、元・衆議院議長、元・自民党副総裁）
- 父・明（1928年 - 1996年、元・衆議院議員、参議院議員、元・運輸大臣、元・労働大臣）
- 母・つや子（1934年 - 2021年、元・自民党参議院議員）